# پناهگاه ملی حیات وحش دلتای یوکان
پناهگاه ملی حیات وحش دلتای یوکان (انگلیسی: Yukon Delta National Wildlife Refuge) یک پناهگاه ملی حیات وحش در آلاسکا است که پهنه‌ای به مساحت ۷۷٬۵۰۰ کیلومتر مربع در جنوب‌غربی آلاسکا را در بر می‌گیرد. این پناهگاه اندکی کوچک‌تر از پناهگاه ملی حیات وحش شمالگان است و دومین پناهگاه ملی حیات وحش در ایالات متحده به‌شمار می‌رود.
پناهگاه ملی حیات وحش دلتای یوکان شامل یک دشت ساحلی است که تا دریای برینگ گسترده شده و دلتاهای ایجادشده توسط رودهای یوکان و کاسکوکویم را می‌پوشاند. این دلتا شامل تالاب‌های وسیع در نزدیکی سطح آب‌های آزاد است که اغلب تحت تأثیر امواج جزر و مدی دریای برینگ قرار دارد. این پناهگاه ملی از شرق به پارک ایالتی وود-تیکچیک محدود می‌شود که دومین پارک ایالتی پهناور در آمریکا به‌شمار می‌رود. دفتر مدیریتی این پناهگاه در بتل، آلاسکا قرار دارد.